# Aria Adli
Aria Adli (* 29. Dezember 1972 in Köln) ist ein deutscher Romanist und Soziolinguist. Er lehrt seit 2014 als Professor für Romanische Sprachwissenschaft an der Universität zu Köln.

## Leben
Nach einem Intensivsprachkurs an der Alliance Française in Toulouse nahm Adli 1993 zunächst ein Psychologie-Studium an der Universität Bonn auf. Nach einem Jahr wechselte er an die Universität Toulouse II, wo er bis 1998 eine Licence (entspricht einem Bachelor-Abschluss) in Psychologie und eine Maîtrise (entspricht Magister) in Sprachwissenschaft mit dem Schwerpunkt Psycholinguistik abschloss. Zurück in Bonn schloss er 2000 als Diplom-Psychologe ab. Mit einer empirischen Untersuchung zu grammatischer Variation und Sozialstruktur anhand von Interrogativstrukturen des Französischen wurde er 2003 an der Universität Tübingen bei Peter Koch in Romanischer Philologie promoviert. Mit einem Forschungsstipendium der DFG (Emmy-Noether-Programm) war er von 2004 bis 2007 an der New York University. Dann übernahm er Vertretungsprofessuren für Romanische Sprachwissenschaft an den Universität Hamburg (2007–2010), Freiburg (2010–2012) und Humboldt-Universität zu Berlin (Sommersemester 2012). 
Mit einer quantitativen Studie zu gradienter Akzeptabilität (gradient acceptability) und Häufigkeitseffekten in der Informationsstruktur im Spanischen, Katalanischen und Persischen habilitierte er sich 2011 an der Albert-Ludwigs-Universität Freiburg. Im Herbst 2012 wurde er als Professor für Allgemeine Sprachwissenschaft (Syntax, Korpuslinguistik) an die Universität Straßburg berufen. Schon nach einem Semester wechselte er jedoch als W2-Professor für Romanische Sprachwissenschaft an die Humboldt-Universität zu Berlin. Seit 2014 ist er W3-Professor für Romanische Sprachwissenschaft an der Universität zu Köln. Dort gründete er das Sociolinguistic Lab, das er seither leitet.

## Schriften (Auswahl)
- Grammatische Variation und Sozialstruktur. Berlin 2004, ISBN 3-05-004102-1.
- mit Marco García García und Götz Kaufmann (Hg.): Variation in language. System- and usage-based approaches. Berlin 2015, ISBN 3-11-034355-X.